# Golfo de Taganrog
El golfo de Taganrog o bahía de Taganrog (del ruso: Таганро́гский зали́в) es el principal golfo del mar de Azov, en las costas de los estados de Rusia y Ucrania. Su entrada está delimitada al sur por el cordón litoral de Dólgaya y al norte por el de Belosarái. 
Tiene una longitud de 140 km y una anchura en su entrada de 31 km. Tiene un área de 5 600 km². Su profundidad media es de 4,9 m. Se congela en algunos inviernos de diciembre a marzo.
En la bahía desembocan los ríos Don (1950 km), Kalmius (209 km), Mius (258 km) y Yeya (311 km), cuyas aguas son las principales responsables de las corrientes en el mar de Azov. Las aguas del golfo son desiguales en cuanto a su salinidad. La parte oriental que recibe las aguas del Don es sensiblemente menos salada que la occidental.
Los principales puertos a orillas del golfo son Taganrog (260.692 hab. en 2007), Yeisk (97.176 hab. en 2011) y Azov (83.139 hab. en 2008), en Rusia, y Mariúpol (477.900 hab. en 2007), en Ucrania.